# توماس سونمي
توماس سونمي (بالإنجليزية: Thomas Sowunmi)‏ (بالمجرية: Sowunmi Thomas)‏ هو لاعب كرة قدم مجري ونيجيري في مركز الهجوم، ولد في 25 يوليو 1978 في لاغوس في نيجيريا. شارك مع منتخب المجر تحت 19 سنة لكرة القدم ومنتخب المجر تحت 21 سنة لكرة القدم ومنتخب المجر لكرة القدم. أما مع النوادي، فقد لعب مع نادي أجاكسيو ونادي دوناويفاروش ونادي سلوفاكو ونادي فاساس ونادي فيرينتسفاروشي ونادي هيبرنيان.

## وصلات خارجية
- توماس سونمي على موقع الاتحاد الدولي (مؤرشف)  (الإنجليزية)
- توماس سونمي على موقع الاتحاد الأوربي (الإنجليزية)
- توماس سونمي على موقع قاعدة بيانات كرة القدم.إي يو (الإنجليزية)
- توماس سونمي على موقع ناشيونال فوتبول تيمز (الإنجليزية)
- توماس سونمي على موقع Soccerbase.com (لاعب) (الإنجليزية)
- توماس سونمي على موقع Soccerway.com (الإنجليزية)
- توماس سونمي على موقع عالم كرة القدم.نت (الإنجليزية)